# Heinrich Boie
Heinrich Boie (4 maggio 1784 – 4 settembre 1827) è stato uno zoologo tedesco.
Era il fratello di Friedrich Boie.
Boie studiò a Kiel e a Gottinga. All'università si interessò alla storia naturale attraverso le letture di Johann Friedrich Blumenbach e Friedrich Tiedemann. A Leida venne nominato assistente di Coenraad Jacob Temminck. Nel 1825 viaggiò sull'isola di Giava con Salomon Muller allo scopo di raccogliere esemplari per il museo. Laggiù morì di febbre gialla.
| {{{1}}}Wikidata P835 è l'abbreviazione standard utilizzata per le specie animali descritte da Heinrich Boie. Categoria:Taxa classificati da Heinrich Boie |